# Соколов, Владимир Александрович (художник)
Владимир Александрович Соколов (1 сентября 1923, Виноградное — 1997, Симферополь) — советский художник, ученик Н. С. Барсамова. Жил и работал в Крыму. Член Союза художников УССР (1960).

## Биография
Родился в 1923 году в Феодосийском районе, в восьмилетнем возрасте с родителями переехал в Феодосию. Знакомство с Картинной галереи им. И. К. Айвазовского, и её директором Николаем Степановичем Барсамовым, который вёл там молодёжную студию, привлекли юношу к живописи. В 1940 году он поступает в художественную студию при галерее и учится там до 1949 года. В начале войны, Соколов вместе с другими учениками студии — В. Шепелем, С. Мамчичем — участвовал в упаковке картин галереи для эвакуации в Ереван. По окончании студии Владимир поступил в Симферопольское художественное училище им. Н. С. Самокиша на живописное отделение, где учился в 1949—1952 годах. В начале 1950-х там преподавали педагоги В. Бернадский, Ф. Захаров, Н. Бортников, воспитавшие целую плеяду крымских живописцев: самого Соколова и его сокурсников — П. Мирошниченко, Н. Гаврилюка, С. Мамчича, Н. Драгомирову.
С 1947 года В. Соколов постоянно участвовал в художественных выставках, сначала крымских, а потом и зарубежных — во Франции, Японии, Греции, Болгарии, Англии, Турции. В 1960 году он становится членом Союза художников Украины, в 1965 году работал на Крымском художественно-производственном комбинате. Преподавал в Симферопольском художественном училище им. Н. С. Самокиша. Умер в 1997 году. Похоронен в Феодосии — городе, в котором прошло его детство и становление как художника.
Искусствовед Людмила Ширяева говорит: «Соколов был удивительным человеком из плеяды интеллигентов по природе, а не по воспитанию. Он жил жизнью бессребреника, никогда никуда не стремился пролезть, не добивался никаких регалий. Никогда ни в чём не сфальшивил. И достиг главного — стал настоящим Художником. С большой буквы. Мастером редкой, тонкой живописности. А ещё это был художник-поэт. Очень органичный человек, отсюда — истинность, искренность его творчества и его жизни».
Искусствовед Л. Я. Линиченко, характеризовала Владимира Александровича как человека скромного, застенчивого и малообщительного. По её словам, Соколова не интересовали звания и официальные мероприятия, он избегал собраний, чуждался шумных компаний и даже путешествовать по Крыму в поисках новых мотивов и впечатлений предпочитал один. При жизни он так и не провёл ни одной персональной выставки, не издал каталога своих произведений. Первая персональная выставка живописных полотен Соколова состоялась в Симферопольского художественного музея после его смерти.

## Творчество
Уже в ранних работах — видах Феодосии и её окрестностей — Соколов проявил себя как талантливый пейзажист. В 1950—1951 годах по поручению Худфонда СССР молодой живописец участвовал в создании тематических панно для интерьеров вокзалов-«близнецов» в Симферополе и Сочи. Лучшие его масштабные полотна были созданы позже. Программные произведения Соколова «Штормовое» (1968), «В керченском порту» (1984; находится в СХМ), «Керчь» и «Утро в Симферополе» (1984; оба в коллекции галереи "Арт-Бульвар) представляют собой проникнутые эпическим настроем сложные многоплановые композиции. Тут художник не просто фиксировал, но анализировал натуру, синтезировал свои впечатления, предлагая некий обобщённый образ увиденного. В этом отношении он наследует К. Ф. Богаевского, у которого неоднократно консультировался в годы обучения в студии; возможно, что он даже брал уроки у легендарного живописца, хотя официально Богаевский учеников не имел.
Панорамные пейзажи Соколова тщательно продуманы, им свойственна выразительность форм, пластическая завершённость рисунка, выверенность тональных отношений. Они представляют его как замечательного колориста. Во всех картинах присутствует объединяющий охристо-розовый тон, позволяющий узнавать его работы. 
Соколов был одним из живописцев, уделивших в своём творчестве внимание столице Крыма — Симферополю. По его работам можно проследить, как менялся облик города, в котором художник прожил всю жизнь. На них запечатлены и всем известные места и объекты, и несохранившиеся до сего дня парашютная вышка или мостик через реку Салгир. Своеобразным памятником исчезнувшему природному ландшафту стала также его картина «Долина ароматная» (1960; СХМ) и подготовительный этюд к ней (частное собрание) с изображением знаменитой плантации роз близ Бахчисарая, принадлежавшей в своё время эфирномасличному совхозу «Ароматный».
Более полувека воспевал Соколов в своём творчестве своеобразную красоту Восточного Крыма. Он много путешествовал, возвращаясь со множеством натурных зарисовок карандашом, углём, сангиной или акварелью, масляными этюдами, служившими рабочим материалом для будущих картин — «Феодосия» (1956), «Вершины Кара-Дага» (1965), «Старая крепость Феодосии» (1967), «Казантип. Азовье» (1974) (все — частное собрание). Избегая мелких деталей, художник словно предлагает зрителю дорисовать в своём воображении подробности будничной жизни, протекающей на окраинах городов, в рыбачьих посёлках и татарских деревушках, на пустынном побережье и у скалистых бухт. Для каждого мотива он находит особый приём и особый колорит: в «Двуякорной бухте» (1954; частное собрание) работает широкими пастозными мазками, в «Старой крепости Феодосии» накладывает их живо, порой мозаично, добиваясь импрессионистической вибрации цвета. В данном случае Соколова занимает не столько сам вид, сколько решение чисто живописных задач — передача многоцветья камней, разнообразия их фактур, игры света и тени, рефлексов на их поверхности. В этой и других работах подобного плана — «Домик в горах» (1971), «Рыбачья бухта» (1984; частное собрание) ощущается влияние его учителя Фёдора Захарова, но, скажем, в пейзаже «Изрытая земля» (1968—1969;СХМ) Соколов гораздо ближе художникам-экспрессионистам. Сиренево-розовый закат, отбрасывающий зловещие пылающие отблески на бурую землю, динамичная манера письма извивающимися длинными мазками вызывают ассоциации с полотнами Эдварда Мунка.
Графический дар Владимира Соколова открывается на выставках в симферопольских музеях, где экспонировались виды старого города из коллекции жены художника — искусствоведа Розы Бащенко, занимавшей в своё время должность директора Симферопольского художественного музея. Биограф мастера, она выпустила книгу «В. А. Соколов. Путевые зарисовки», где опубликован ряд неизвестных широкой публике работ. Самым крупным собранием живописи Владимира Соколова обладает Национальная картинная галерея им. И. К. Айвазовского, большая подборка его картин имеется в Симферопольском художественном музее.
Крупная мемориальная выставка, посвящённая 90-летию со дня рождения художника это совместный проект Ассоциации заповедников и музеев Крыма и Симферопольского художественного музея, она прошла в 2013 году. В экспозиции были впервые представлены 130 графических работ разных лет.

## Семья
- жена — Роза Дмитриевна Бащенко (укр. Роза Дмитрівна Бащенко; 5 февраля 1929, Благовещенск, Дальневосточный край — 11 ноября 2018, Симферополь) — советский, украинский и российский искусствовед, художник и поэт. Член Союза художников Украины и Союза художников России[3].